# Port wojenny

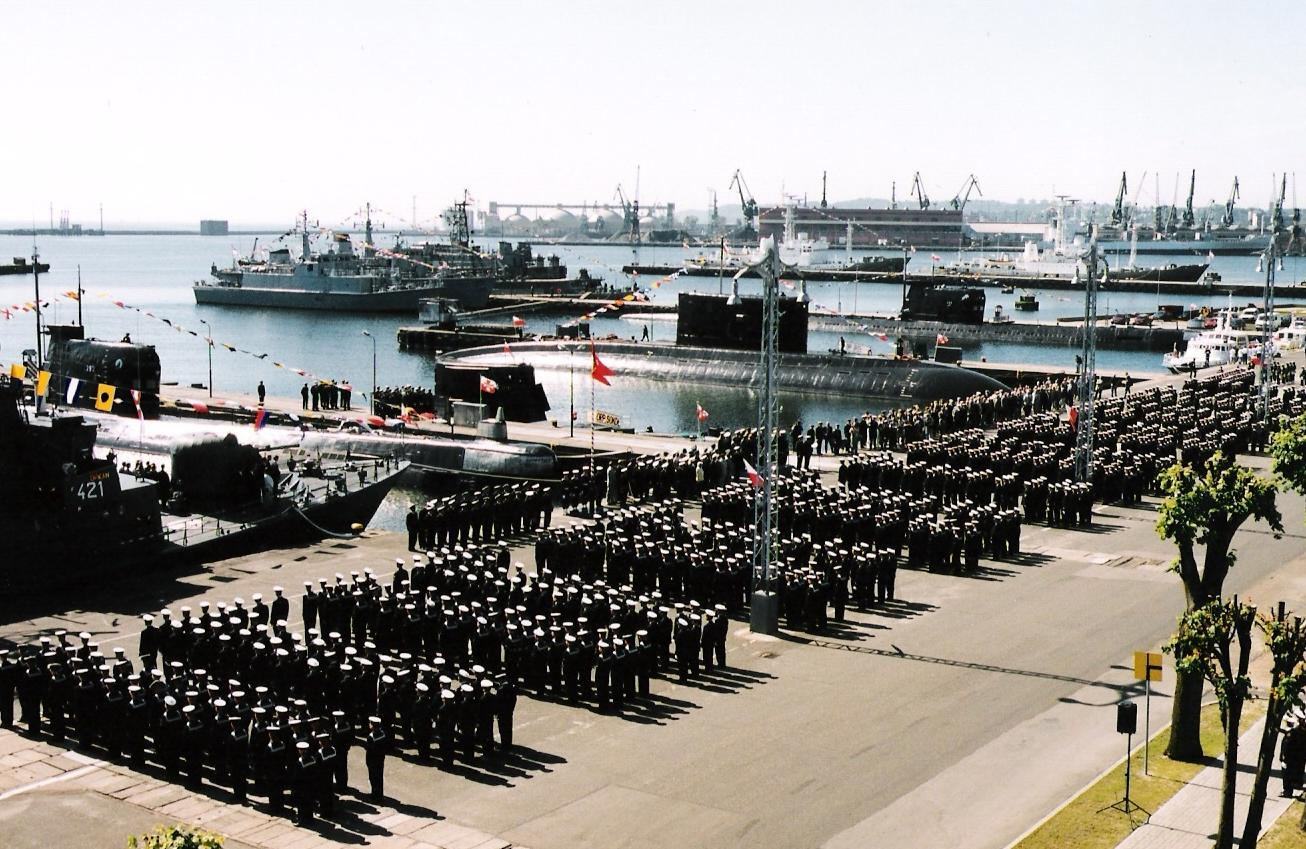
Chrzest ORP Sokół w porcie wojennym Gdynia

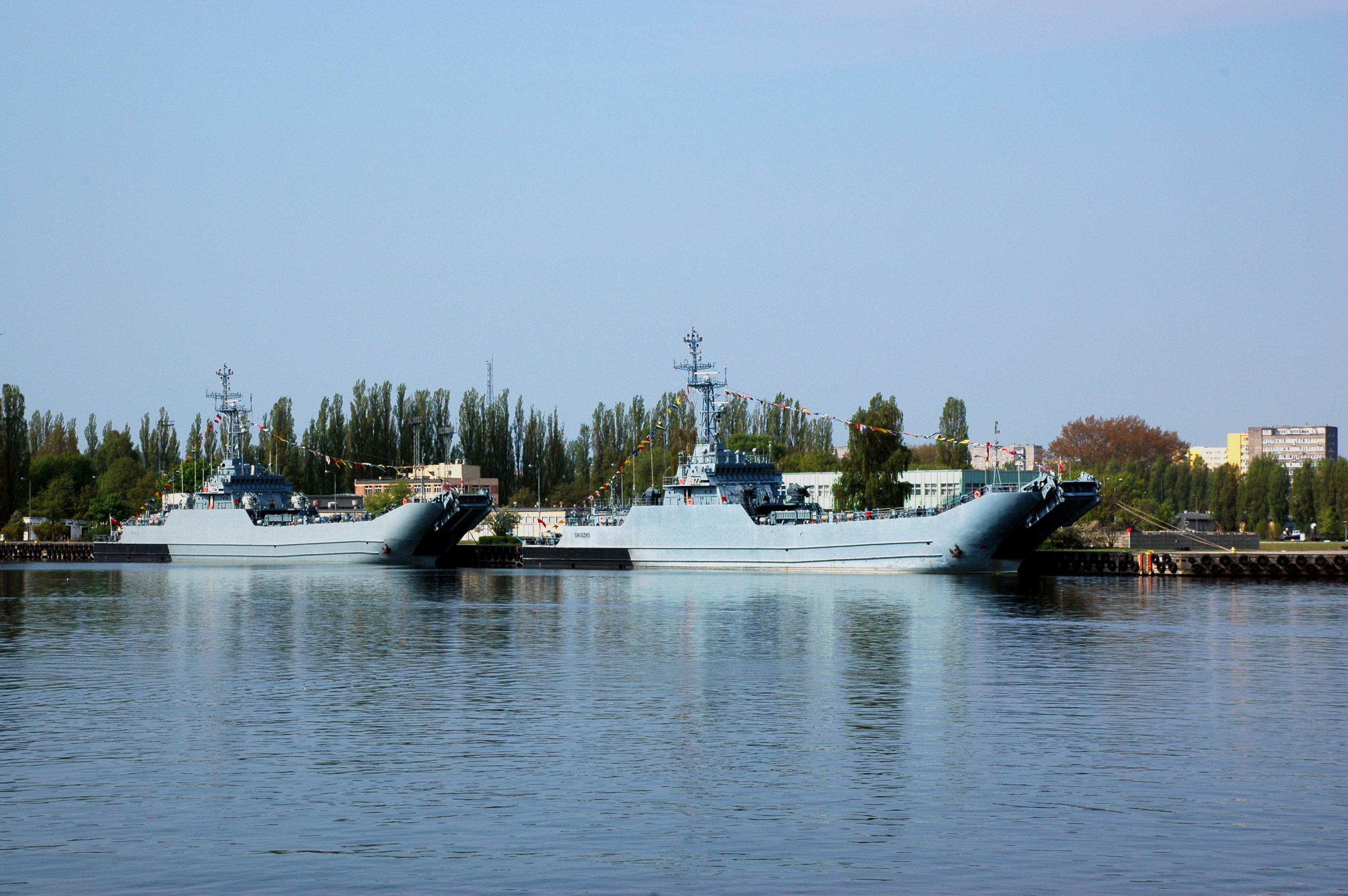
Okręty przy nabrzeżu portu wojennego w Świnoujściu

Port wojenny (także: baza morska, baza brzegowa) – rejon obejmujący port morski lub jego części, które są przeznaczone wyłącznie do użytkowania przez  siły morskie. Stacjonują tu okręty, które w danym czasie nie wykonują żadnej misji na morzu. Zazwyczaj w porcie wojennym dokonuje się także drobnych napraw okrętów. Często porty wojenne są także bazami piechoty morskiej i innych oddziałów wsparcia.
| Port wojenny             | Współrzędne                               | Jednostka zarządzająca                                                    |
| ------------------------ | ----------------------------------------- | ------------------------------------------------------------------------- |
| port wojenny Gdynia      | 54°32′30″N 18°33′20″E/54,541667 18,555556 | Komenda Portu Wojennego Gdynia                                            |
| port wojenny Hel         | 54°36′44″N 18°47′12″E/54,612222 18,786667 | Punkt Bazowania Hel, podległa Komendzie Portu Wojennego Gdynia            |
| port wojenny Kołobrzeg   | 54°11′07″N 15°33′07″E/54,185278 15,551944 | Punkt Bazowania Kołobrzeg, podległa Komendzie Portu Wojennego Świnoujście |
| port wojenny Świnoujście | 53°54′13″N 14°15′06″E/53,903611 14,251667 | Komenda Portu Wojennego Świnoujście                                       |

## W Polsce
Do 2009 roku porty wojenne w Polsce były ustanawiane przez Ministra Obrony Narodowej, który określał jego granice terytorialne na drodze rozporządzenia.
Pierwszy port wojenny w Polsce ustanowiono w Pucku, gdzie 28 kwietnia 1920 r. z rozkazu Ministra Spraw Wojskowych płk marynarki Witold Panasewicz został dowódcą Portu Wojennego w Pucku. Jednakże ze względów hydrograficznych i technicznych port w Pucku nie miał szans na rozbudowę i jeszcze w 1920 roku podjęto pierwsze decyzje o budowie portu wojennego w Gdyni, gdzie przeniesiono całą komendę portu z Pucka w 1926 roku.